# Altrincham and District Amateur Football League
Altrincham and District Amateur Football League là một giải bóng đá Anh, góp đội cho Manchester League, gồm 2 hạng đấu, Division One và Division Two. Division One nằm ở cấp độ 13 trong Hệ thống các giải bóng đá ở Anh.

## Các câu lạc bộ mùa giải 2015–16

### Division One
- Altrincham & Hale
- Broadheath Central
- Club AZ
- George
- Kartel Sports
- Moorlands Sports & Social
- Old Altrinchamians 'A'
- Railway Hale
- Sale Amateurs
- Sale United

### Division Two
- Altrincham & Hale Dự bị
- AP
- Broadheath Central Dự bị
- Flixton Juniors
- Lacey Green
- Northenden Victoria
- Prestbury
- Sale United Dự bị
- Unicorn Athletic
- Wythenshawe Amateurs 'A'
- Wythenshawe Celtic

## Đội vô địch
| Mùa giải | Division One             | Division Two         |
| -------- | ------------------------ | -------------------- |
| 2000–01  | Pelican                  | Pelican Dự bị        |
| 2001–02  | Partington Village       | Stretford Victoria   |
| 2002–03  | Stretford Victoria       | Flixton Youth        |
| 2003–04  | Broadheath Central Dự bị | Wythenshawe Town     |
| 2004–05  | Broadheath Central Dự bị | Northenden Village   |
| 2005–06  | Broadheath Central Dự bị | AFC Sale             |
| 2006–07  | AFC Sale                 | NCC Group            |
| 2007–08  | Knutsford                | The Bridge Sale      |
| 2008–09  | Cringlewood Athletic     | Old Altrinchiams 'A' |
| 2009–10  | AFC Quarry               | Egerton              |
| 2010–11  | Wilmslow Sports          | Sale United          |
| 2011–12  | AFC Quarry               | Broadheath Central   |
| 2012–13  | Broadheath Central       | Dean's Youth         |
| 2013–14  | AFC Quarry               | FC Woodford          |
| 2014–15  | Broadheath Central       | Altrincham Hale      |

Nguồn:  Lưu trữ 2011-09-03 tại Wayback Machine